# Giurtelecu Șimleului

Giurtelecu Șimleului (mađarski: Somlyógyőrtelek, njemački: Wüst Görgen) je naselje smješteno u sjeverozapadnom dijelu Transilvanije (županija Sălaj), Rumunjska. 

## Stanovništvo
|       | Stanovnika |
| ----- | ---------- |
| 2002. | 1,055      |
| 1992. | 1,149      |
| 1920. | 1,395      |
| 1910. | 1,322      |
| 1900. | 1,216      |
| 1890. | 1,059      |
| 1880. | 996        |
| 1869. | 1,190      |
| 1847. | 684        |
| 1750. | 231        |
| 1720. | 90         |
| 1715. | 72         |

## Vanjske poveznice
- http://www.donau-archaeologie.de/doku.php/kataloge/grabkatalog/g/giurtelec  Arhivirana inačica izvorne stranice od 13. prosinca 2015. (Wayback Machine)
- http://www.mek.oszk.hu/04700/04750/html/293.html